# Lisu jezik
Lisu jezik (ISO 639-3: lis; isto i: chedi, cheli, chung, khae, leisu, leshuoopa, lesuo, li, li-hsaw, li-shaw, lip’a, lisaw, lishu, liso, lissu, loisu, lu-tzu, lusu, southern lisu, yao yen, yaw yin, yaw-yen, yeh-jen), jezik istoimene poskupine sjevernih lolo jezika kojim govori oko 767 000 ljudi na području Indokine. Najveći broj od 610 000 (2000 census) govori se na području Yunnana i Sichuana u Kini, a ostali u Burmi 126 000 (1987), u Tajlandu 30 000  (2006 Mahidol) i Indiji 1 000 i (Breton 1997) u Arunachal Pradeshu.
Postoji više dijalekata bai lisu (bijeli lisu), dechang lisu, hei lisu (crni lisu), hua lisu (cvjetni lisu), lu shi lisu, ninglang lisu, sjeverni lisu, nujiang lisu, shibacha lisu i zapadni lisu.

## Vanjske poveznice
- Ethnologue (14th)
- Ethnologue (15th)